# П'єтро Кавалліні
П'єтро Кавалліні (італ. Pietro Cavallini; 1240/1250 — 1330) — італійський художник часів Проторенесансу.

## Життєпис
Про життя Кавалліні досить мало відомостей. Народився він у Римі. Втім невідомо якого року: згідно з одними даними — у 1240, іншими — 1250 року, деякі вчені вказують 1259 рік. Вчився ймовірно у Римі. Перша самостійна робота відноситься до 1277 року. Спочатку працює у Римі, іноді від'їжджаючи до інших міст, зокрема Ассізі, для виконання спеціальних замовлень.
У 1308 році переїздить до Неаполя на запрошення короля Карла II Анжуйського. Тут виконує низку значних робіт на королівське замовлення. У 1325 році повертається до Риму, де й помирає у 1330 році.

## Творчість
Працював у стилі фрески та мозаїки. Був знайомий із досягненнями візантійського мистецтва. Намагався відійти від плаского відображення осіб, надати фігурам об'єму, а також правдивості, достовірності та своєрідної чуттєвості. У багато в чому вплинув на творчість на сучасних йому художників, зокрема Джотто. Кавалліні став провісником художнього стилю так званого Римського натуралізму.

## Праці
- Мозаїки зі сценами з Біблії для Базиліки Святого Павла за мурами у Римі, 1277—1285 роки
- Мозаїки зі сценами життя Богоматері для церкви Санта Марія ін Трастевере у Римі, 1291 рік (початок), завершив після перерви у 1296 році.
- «Богоматір з Немовлям» для церкви Сан Крізогоно у Римі, 1292 рік
- «Страшний суд» для церкви Санта Чечілія ін Трастевере у Римі, 1293—1295 роки
- Фрески для церкви Сан Франческо а Ріпа у Римі, 1295—1296 роки
- Фрески для Базиліки Сан-Франческо в Ассізі, 1296—1298 роки
- Мозаїка «Чотири Євангелісти» для Старого собору Святого Петра, 1297—1299 роки
- Мадонна з немовлям, історії з життя Івана Хрестителя для церкви Санта Марія ін Арачелі у Римі, 1298—1302 роки
- Фрески для каплиці Бранкачо у церкві Сан Доменіко Маджоре у Неаполі, 1308—1310 роки
- Фрески для собору Санта Марія Донна Реджина у Неаполі, 1317—1319 роки рік
- Зовнішнє оформлення Базиліки Святого Павла за мурами у Римі, 1325—1330 роки.